# Ipiranga (Paraná)
Ipiranga é um município do estado do Paraná, no Brasil. Localiza-se a 175 km da capital estadual, Curitiba.

## Etimologia

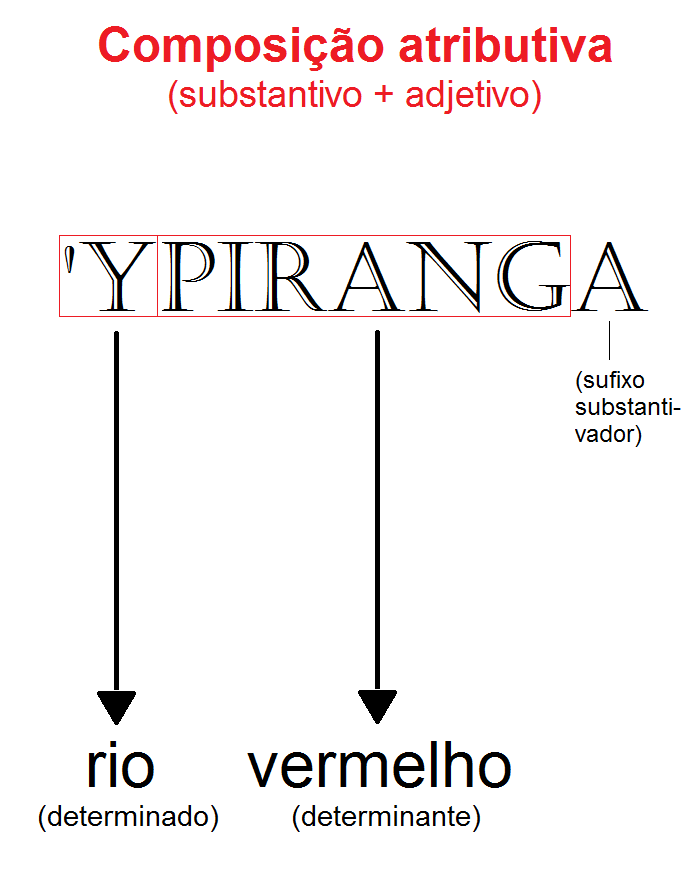
Ypiranga é um exemplo de composição atributiva em tupi. O outro tipo é a composição com relação genitiva.

De acordo com Eduardo Navarro, "'ypiranga" é uma palavra tupi que significa " o rio vermelho", através da junção dos termos  'y  (rio), pirang (vermelho), e o sufixo substantivador -a.

## História
A área era habitada por índios caingangues desde tempos remotos, mas estes foram desalojados violentamente pelos chamados "bugreiros", abrindo espaço, no século XIX, para que o governo do Império do Brasil decidisse colonizar a região com uma população europeia. Fundada por Joaquim Teixeira Duarte, Ipiranga tem, como data de fundação, o ano de 1826, quando os pioneiros deram início ao pequeno povoado. A partir de 1829, começaram a chegar imigrantes europeus, como os poloneses, alemães e holandeses. Logo, construíram um capela em louvor a Nossa Senhora da Conceição, atual Igreja Matriz, hoje localizada no centro da cidade.

## Geografia
Possui uma área de 927,087 km² e se localiza a uma latitude 25°01'26" sul e a uma longitude 50°35'02" oeste, estando a uma altitude de 800 metros. sua população, conforme estimativas do IBGE de 2024, era de 14 142 habitantes.

### Demografia
Dados do Censo 2022:
População total14 142
- Urbana: 4 892
- Rural: 9 261
- Homens: 7 330
- Mulheres: 6 823

Índice de Desenvolvimento Humano (IDH-M)0,728
- IDH-M Renda: 0,627
- IDH-M Longevidade: 0,748
- IDH-M Educação: 0,809

## Economia
No Produto Interno Bruto (PIB) de Ipiranga, destaca-se o ramo da agricultura. De acordo com dados do IBGE, relativos a 2018, o PIB do município era de 503 925 mil reais. O valor adicionado bruto da agropecuária, a preços correntes, rendia 457 094 mil reais. O valor adicionado bruto do setor de serviços a preços correntes foi de 121 358 mil reais. A produção industrial rendia 26 983 mil reais ao PIB do município. O valor adicionado bruto da administração, saúde e educação públicas e seguridade social, a preços correntes rendia 69 514 mil. 24 791 mil eram de impostos sobre produtos líquidos de subsídios a preços correntes e o PIB per capita era de 33 390 reais.
O município nos últimos anos tem resgatado a cultura da produção de leite, procurando incentivar e desenvolver a bacia leiteira local. A pecuária de leite no município teve início com os imigrantes europeus que trouxeram as primeiras vacas para a região. No século XXI Ipiranga recebeu o maior investimento da sua história neste setor. Com a instalação da fábrica de laticínios da Tirol Alimentos, foram investidos 152 milhões de reais, estimando produzir 600 mil litros de leite UHT por dia na primeira fase, com capacidade total da estrutura podendo chegar a até 2 milhões de litros de leite por dia. A unidade está localizada às margens da BR-373 e tem 222 mil metros quadrados. O aporte contribui para o Paraná se manter na vice-liderança entre os estados que mais produzem leite no Brasil.

## Administração
- Prefeito: Douglas Davi Cruz (2021/2024)
- Vice-prefeito: Ivonete Gobel Costa
- Presidente da câmara: ? (2021/2024)

## Transporte
O município de Ipiranga é servido pelas seguintes rodovias:
- BR-373, que passa por seu território, que liga Ponta Grossa a Prudentópolis (BR-277)
- BR-153, a "Transbrasiliana", no seu trecho União da Vitória a Jacarezinho (ligando Santa Catarina a São Paulo)
- BR-487, a Estrada Boiadeira, que liga a cidade ao Mato Grosso do Sul.

## Cultura

### Culinária
O prato típico do município de Ipiranga é o carneiro no sal fino.